# Hermann Joseph Klein
Hermann Joseph Klein (14 de septiembre de 1844 – 1 de julio de 1914) fue un astrónomo alemán, escritor y profesor.

## Semblanza
Nació en Colonia, Alemania. Se doctoró en la Universidad de Colonia en 1874, dedicándose a la docencia. Fue miembro de la Sociedad Selenográfica.

## Eponimia
- El cráter lunar Klein lleva este nombre en su memoria.

## Publicaciones
- Las maravillas del Creador en la Naturaleza Viviente (Ward, Sock and Company, 1885)
- Atlas de Estrellas: Mapas de todas las estrellas de magnitud 1-6.5 entre el Polo Norte y la declinación 34° Sur